# Underestimated
Singles de Jennifer Paige
Wasted
(2008) Ta voix
(2008)
Underestimated est une chanson de la chanteuse américaine Jennifer Paige, sortie le 5 mai 2008. Elle est le second single extrait de son troisième album studio Best Kept Secret. La chanson a été écrite par Jennifer Paige, Peter Ries et produite par Peter Ries. Elle atteint son meilleur score aux Pays-Bas en s'érigeant à la 26e place des classements. Cependant, le remix de Peter Ries, n'est pas inclus dans l'opus.

## Historique
Elle est le second single extrait de son troisième album studio Best Kept Secret. La chanson a été écrite par Jennifer Paige, Peter Ries et produite par Peter Ries. La chanson traite du thème qu'un homme sous-estime sa femme.

## Clip vidéo
Le vidéoclip fut tourné dans la ville de Marseille, en France. Il y démontre la chanteuse exaspérée de par le comportement de son homme, lui emprunte dans son dos sa voiture ainsi que sa carte de crédit. Elle dévalise alors les magasins. Jennifer Paige Underestimated vidéo officielle Youtube.com

## Performance commerciale
Elle atteint son meilleur score aux Pays-Bas en s'érigeant à la 26e place des classements.

## Format et liste des pistes
CD single
1. Underestimated (Peter Ries Radio Remix) — 3:13
2. Underestimated (Original Version) — 3:48

## Classement hebdomadaire
| Classement (2008)         | Meilleure position |
| ------------------------- | ------------------ |
| Pays-Bas (Single Top 100) | 26                 |